# جیمی واکلی
جیمی واکلی (انگلیسی: Jimmy Wakely; ۱۶ فوریهٔ ۱۹۱۴ – ۲۳ سپتامبر ۱۹۸۲) بازیگر، خواننده، ترانه‌سرا و نوازنده گیتار اهل ایالات متحده آمریکا بود.